# Мілевський Артем Володимирович
Арте́м Володи́мирович Міле́вський (біл. Арцём Уладзіміравіч Мілеўскі, нар. 12 січня 1985, Мінськ, Білоруська РСР, СРСР) — колишній український футболіст білоруського походження, нападник. Рекордсмен за кількістю виступів за молодіжну збірну України. Срібний призер молодіжного чемпіонату Європи 2006 року. Найкращий бомбардир чемпіонату України 2009/2010. Майстер спорту України міжнародного класу (2005). Кавалер Ордена «За мужність» ІІІ ступеня.

## Ранні роки
Народився у Мінську 12 січня 1985. Навчався у класі з поглибленим вивченням англійської мови у місцевій школі № 201. Однокласники згадують, що особливими знаннями Артем не вирізнявся, однак у заняттях спортом завжди був найкращим. Часто прогулював уроки, залишаючись вдома чи граючи десь у футбол. Шкільні друзі Мілевського не поділяли його захоплення спортом, а деякі навіть відмовляли серйозно займатися футболом, мовляв цим на життя не заробиш. Взагалі, за словами однокласників, Артем був хлопцем неговірким, скромним. Спілкувався в основному з другом Олексієм.
У віці 7 років почав відвідувати ДЮСШ «Зміна». Першим тренером хлопця став Микола Волков. За словами Миколи Миколайовича він помітив Мілевського під час заняття з фізичної культури у школі Артема. Увагу тренера привернув високий, трохи незграбний хлопчина, який проте досить вдало рухався та обирав позицію під час гри у баскетбол. Основним гравцем дитячої команди Мілевський став не одразу — заважали незначні проблеми з координацією, що були спричинені високим зростом юного футболіста. Проте після того, як Артем став найкращим бомбардиром дитячого турніру у Санкт-Петербурзі, він отримав стабільне місце в основі.
Серед однолітків у ДЮСШ Артем вирізнявся не лише фізичними даними, а й характером. На полі та у побуті був справжнім лідером. Іноді міг навіть фізично вплинути на тих, хто валяв дурня на тренуваннях. Не дивно, що своєю грою він привернув увагу скаутів багатьох сильніших футбольних академій. В обхід тренера Мілевському почали надходити пропозиції від представників російських футбольних шкіл. Розуміючи, що втримати хлопця у «Зміні» буде вкрай важко, Микола Волков та батько Артема прийняли рішення відгукнутись на запрошення відомого українського футболіста та тренера Павла Яковенка, що саме формував академічну групу з хлопців 1985 року народження, у якій були зібрані справжені «вершки» юнацького футболу України та близького зарубіжжя. Серед хлопців, що займалися тоді під проводом Павла Олександровича, слід виокремити Олександра Алієва, Володимира Польового, Григорія Ярмаша — всі вони, як і Мілевський, зрештою стали гравцями національної збірної України.
У дитячо-юнацькій футбольній лізі України Артем Мілевський дебютував 22 жовтня 2000 року, вийшовши на поле у складі ФК «Обухів», що був сформований саме з гравців академічної групи Яковенка. І у першій же грі вразив ворота суперників. Загалом на цьому рівні Артем провів вісім матчів, проказавши просто таки фантастичну результативність — 11 разів змушені були капітулювати голкіпери команд-суперниць після його влучних ударів.

## «Борисфен-2»

### Сезон 2001/02
Першим професійним клубом для Артема став бориспільський «Борисфен-2», у якому він знову ж таки опинився в рамках програми підготовки юнаків академічної групи. 22 червня 2001 в Черкасах бориспільський клуб протистояв місцевому «Дніпру». Матч закінчився з рахунком 4:1 на користь господарів поля, проте першими забили м'яч гості і зробив це вже на третій хвилині матчу саме Мілевський.
Однак наступного матчу на професійному рівні Артему довелося чекати більше ніж вісім місяців. Лише 24 березня 2002 року він знову з'явився на полі у складі резервістів «Борисфена» та одразу ж нагадав про свої бомбардирські якості, двічі вразивши ворота суперників. Саме його точні простріли принесли бориспольцям перемогу над клубом «Гірник-Спорт» з рахунком 2:1.
Загалом у дебютному для себе чемпіонаті серед колективів другої ліги Артем Мілевський провів дев'ять поєдинків та відзначився трьома забитими м'ячами. І, попри те, що провідну роль у клубі протягом майже всього сезону відігравали зовсім інші люди, такі як Володимир Самборський, Олександр Максимов, Андрій Кожедуб та інші, саме за присутності Артема на смарагдовому газоні бориспільці здобули майже половину усіх набраних ними очок.

## «Динамо»

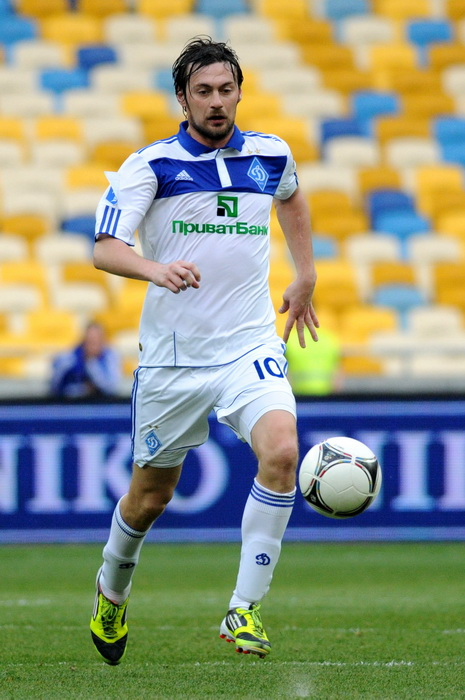
Мілевський граючи за «Динамо» у 2012 році

### Сезон 2002/03
Чемпіонат України
Після обкатки юних футболістів у складі бориспільського «Борисфена-2» та випуску з академії більша частина з них опинилася у системі київського «Динамо». Був серед них і Артем Мілевський.
Перший матч у біло-синіх кольорах Артем провів 6 липня 2002 року відігравши 45 хвилин у складі «Динамо-2» в матчі проти вінницької «Ниви» (0:2). А два тижні потому записав на свій рахунок і перший забитий м'яч, вразивши ворота хмельницького «Динамо». Матч закінчився мінімальною перемогою киян з рахунком 3:2.
17 серпня 2002 року Мілевського вперше було включено до заявки першої команди на матч чемпіонату проти «Волині», однак на полі він так і не з'явився. Натомість вже наступного дня дебютував у складі «Динамо-3» у поєдинку чемпіонату другої ліги проти черняхівської «Системи-КХП». Це був перший і єдиний матч Артема у складі третьої динамівської команди.
У першій лізі справи в Мілевського йшли непогано — він регулярно виходив на поле у стартовому складі, немало забивав та поступово ставав справжнім лідером колективу. Загалом у сезоні 2002/03 він провів у складі «Динамо-2» 25 поєдинків, засмутивши голкіперів суперника 11 разів. На рахунку форварда два дублі — у ворота житомирського «Полісся» та МФК «Миколаїв».
Попри те, що Олексій Михайличенко постійно залучав Артема до тренувань з основою «Динамо», вийти на поле у складі першої команди Мілевському вдалося аж навесні 2003 року. 12 квітня у гостьовому поєдинку против ФК «Олександрія» молодий нападник з'явився на полі на останні 4 хвилини гри. У тому матчі перемогу з рахунком 2:0 святкували динамівці. Більш-менш стабільно виходити у складі киян Мілевський почав лише незадовго до закінчення чемпіонату, провівши у останніх шести турах п'ять поєдинків. А 2 червня 2003 року сталася визначна подія у житті Артема — його ім'я вперше з'явилося серед авторів забитих м'ячів у матчах вищої ліги чемпіонату України. Першою жертвою Мілевського стала сімферопольська «Таврія», а динамівці перемогли у тому матчі з рахунком 4:1.
Кубок України
10 червня 2002 року Артем Мілевський дебютував у складі «Динамо» в розіграші Кубка України, вийшовши на заміну в поєдинку проти бурштинського «Енергетика». Нічим особливим Артем запам'ятатися не встиг, а динамівці перемогли з мінімальним рахунком.
Загалом у розіграші кубка країни сезону 2002/03 молодий форвард провів 4 поєдинки, одного разу відзначившись у воротах «Волині». Це сталося 16 квітня 2003 року.
У фінальному матчі проти «Шахтаря» участі не брав, хоча був включеним до заявки на гру.

### Сезон 2003/04
Чемпіонат України
Незважаючи на успішне завершення минулого сезону, з початком нового Артем так і не отримав стабільного місця у основному складі, задовольняючись переважно грою за «Динамо-2» та спостеріганням за іграми основи з лави запасних. Щось заважало розкритися талановитому нападаючому, постійно стримуючи його на рівні гравців «другого ешелону».
У вищій лізі Мілевський з'явився на полі лише у 7-му турі, вийшовши з перших хвилин у матчі проти бориспільського «Борисфена», який відбувся 31 серпня 2003 року на стадіоні «Динамо» у Києві та закінчився перемогою господарів з рахунком 3:0. Однак після першого тайму Артема було замінено і наступного разу він отримав шанс майже через місяць, потрапивши до стартового складу на матч проти кіровоградської «Зірки». І вже на 23-й хвилині підтвердив, що тренер не дарма довірив йому місце на полі. М'яч було забито в результаті прекрасної багатоходової комбінації. Онищенко забезпечив м'ячем Мелащенка, той відпасував на Рінкона, а Діого вивів Мілевського на побачення зі Стойко. Артем знущально-невимушено пошив у дурні захисника, а потім і воротаря, переправивши м'яч у ціль. Кияни впевнено довели той матч до перемоги, змусивши голкіпера гостей капітулювати ще раз та встановивши остаточний рахунок 2:0.
Ще шість разів протягом чемпіонату з'являвся на полі Артем Мілевський, виходячи переважно на заміну, проте жодного разу більше так і не зумів відзначитися. Не найкращим чином проявив себе форвард і у змаганнях першої ліги, лише двічі вразивши ворота суперників у 12-ти матчах. Натомість у іграх за «Динамо-2» арбітри аж двічі запалювали перед Артемом «червоне світло», через що він змушений був залишати поле заздалегідь.
Кубок України
Кияни розпочали розіграш Кубка України 2003/04 дуже впевнено. На стадії 1/32 фіналу було завдано нищівної поразки димитровському «Вуглику» з рахунком 7:0. Хоча Мілевський провів на полі усі 90 хвилин матчу, відзначитися він так і не зумів.
Однак Артем реабілітувався вже у наступному раунді змагань, зробивши внесок у розгром ФК «Миколаїв» 23 серпня 2003 року на їхньому ж полі. 6:0 на користь киян і остаточний рахунок на 79-й хвилині ударом головою після передачі Валентина Белькевича встановив саме Мілевський.
Востаннє у цьому розіграші кубка Артем з'явився на полі 28 жовтня у поєдинку проти луцької «Волині». Мілевський відіграв увесь матч, проте не відзначився, а кияни перемогли з мінімальним рахунком 1:0.
Ні у чвертьфінальних матчах, ні у півфінальному двобої з «Дніпром», якому кияни поступилися у серії післяматчевих пенальті, Артем Мілевський участі не брав.
Єврокубки
10 грудня 2003 року 18-річний Артем Мілевський дебютував у складі «Динамо» в міжнародних матчах, замінивши на 84-й хвилині поєдинку проти міланського «Інтера» Георгі Пеєва. Через хвилину після появи Артема на полі кияни зрівняли рахунок зусиллями Діого Рінкона, звівши матч у підсумку до нічиєї 1:1. Однак навіть це не допомогло динамівцям піднятися з останнього місця у групі, тож цією грою вони підвели риску у своїх єврокубкових виступах того сезону.

### Сезон 2004/05
Чемпіонат України
Сезон 2004/05 розпочався з тренерської відставки Олексія Михайличенко, замінити якого у складній ситуації мав Йожеф Сабо. Ці зміни на тренерському містку клуба знайшли відбиток у долі багатьох футболістів, яким довіряв місце у складі попередній наставник. У першому колі чемпіонату Мілевський не відіграв жодного поєдинку у складі «Динамо», більш того, його прізвище на значилося у стартових протоколах навіть серед числа запасних. У «Динамо-2» теж йшло не все так, як хотілося б. І навіть попри те, що Артем видав досить непоганий ігровий відрізок у жовтні-листопаді 2004 року, вражаючи ворота суперників у чотирьох матчах поспіль, загальна результативність форварда залишала бажати кращого. Загалом у 17-ти іграх чемпіонату першої ліги Мілевський відзначився п'ятьма забитими м'ячами.
Пізніше Сабо у одному з своїх інтерв'ю зазначив, що корінь негараздів Артема під час його керування командою полягав у проблемах з дисципліною. Мовляв, Мілевський та Алієв настільки пристрастилися до алкоголю, що на зборах у Португалії через стан сп'яніння не могли підійнятися з ліжок.
Однак у другому колі справи пішли значно краще і Мілевський все частіше почав з'являтися на полі серед партнерів по першій команді. Артем здебільшого виходив на заміну або не догравав матч до кінця, провівши зрештою лише один повний поєдинок 3 березня 2005 року проти запорізького «Металурга», у якому кияни поступилися з рахунком 1:2.
В підсумку цей сезон можна занести радше до пасиву футболіста, який не тільки провів у складі «Динамо» лише неповні вісім матчів та жодного разу не засмутив голкіперів суперників, а й взагалі нічим не підкріпив своїх амбіцій до отримання місця у основі.
Кубок України
У переможному для киян розіграші Кубка України 2004/05 Артем Мілевський взяв участь у трьох матчах. Перший поєдинок у біло-голубій формі він провів на стадії 1/32 фіналу проти мелітопольського «Олкому», замінивши бразильця Клебера на 60-й хвилині. Нічим особливим молодий форвард «Динамо» не відзначився, попри те, що його команда впевнено перемогла з рахунком 4:0.
Наступного разу можливість взяти участь у кубковому матчі з'явилася у Мілевського вже аж на півфінальній стадії, де киянам протистояв криворізький «Кривбас». У першому матчі двобою, що відбувся 21 квітня 2005 року, саме завдяки голу Артема на 22-й хвилині матчу динамівці змогли відігратися та закінчити матч з більш-менш прийнятним для себе результатом 1:1.
У матчі-відповіді героя попереднього поєдинку до стартового складу не включили, випустивши на заміну замість Маріса Верпаковскіса лише за 13 хвилин до закінчення матчу. Втім, кияни і так змогли здобути впевнену перемогу з рахунком 2:0.
У фінальному матчі проти донецького «Шахтаря» Мілевський перебував у запасі, однак на полі так і не з'явився.

## «Газіантепспор»
6 вересня 2013 року було офіційно оголошено, що Артем Мілевський став футболістом турецького «Газіантепспора». Український форвард підписав з клубом трирічний контракт та обрав собі 77 індивідуальний номер. 20 вересня Артем дебютував у складі «Газіантепспора», вийшовши на заміну на 70-й хвилині матчу проти клубу «Акхісар Беледієспор», у якому його команда поступилася з рахунком 0:2.
28 вересня у матчі з «Карабюкспором», що став для нього другим у чемпіонаті Туреччини, Мілевський з'явився на полі на 74-й хвилині і наприкінці матчу відзначився дебютним взяттям воріт, а дещо раніше записав на свій рахунок результативну передачу.
31 грудня за обопільною згодою гравця та клубу контракт було розірвано. Як повідомив агент футболіста, у клубі були затримки із зарплатнею.

## «Актобе»
28 лютого на офіційному сайті казахстанського «Актобе» з'явилася інформація про підписання контракту з Артемом Мілевським терміном на 1 рік. До лав клубу український форвард повинен був перейти на правах вільного агента. Однак в останній момент перехід був скасований через те що Мілевський не пройшов медичний огляд.

## «Хайдук»

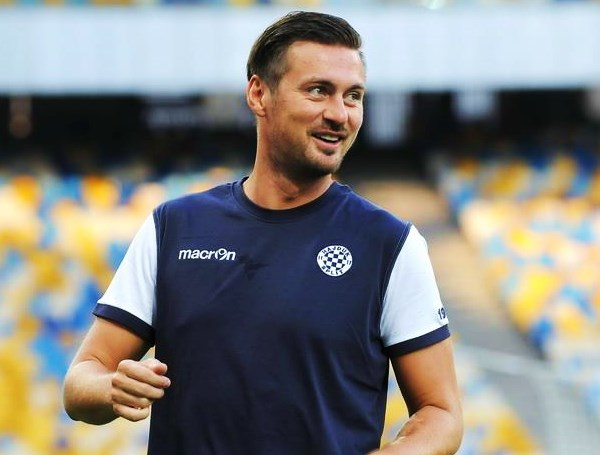
Мілевський у 2014 році

Замість Казахстану Мілевський опинився в Хорватії, де провів рік у складі «Хайдука» зі Спліта. Влітку 2015 року клуб і гравець розірвали договір. До жовтня 2015 Мілевський не знайшов новий клуб.

## «Спліт»
5 жовтня 2015 року стало відомо, що Мілевський став гравцем «Спліта». 4 листопада за перебування за кермом автомобіля в нетверезому стані «Спліт» розірвав контракт з Артемом. Як пізніше повідомив агент футболіста, Мілевський був за кермом у тверезому стані, але не мав при собі водійського посвідчення.

## «Конкордія»
5 лютого 2016 року став гравцем румунської «Конкордії», яку залишив наприкінці травня того ж року.

## «Тосно»
Влітку 2016 року перейшов до російського клубу «Тосно». Зіграв за команду 17 матчів, не забивши жодного м'яча. Після завершення футбольного сезону покинув клуб.

## «Динамо-Берестя»
6 липня 2017 року офіційний сайт «Динамо-Берестя» повідомив про укладання 1,5-річної угоди з Артемом Мілевський. Таким чином, етнічний білорус Мілевський вперше у кар'єрі перейшов до лав білоруського клубу. Цей трансфер став можливим завдяки зусиллям агента футболіста Олександра Панкова та екс-нападника молодіжної збірної Білорусі Віталія Леденьова.
Дебют українського нападника у новому клубів відбувся 13 липня у виїзному поєдинку Ліги Європи проти австрійського «Альтаха». Мілевський розпочав матч на лаві запасних, а на 86-й хвилині вийшов на поле замість Александара Вуячича. Перших забитих м'ячів довелося чекати дещо довше — 5 серпня Мілевський відзначився «дублем» у матчі чемпіонату Білорусі проти «Крумкачів». Українець став справжньою знахідкою для тренерського штабу клубу, який періодично використовував його на незвичних позиціях атакуючого півзахисника та лівого вінгера.
10 березня 2018 року «динамівці» в поєдинку за Суперкубок Білорусі зустрічалися з чемпіоном країни БАТЕ та перемогли з рахунком 2:1. Артем Мілевський провів на полі усі 90 хвилин матчу та вирізнявся неабиякою активністю, однак результативними діями відзначився не зумів. Цей трофей став першим для українського нападника першим з 2011 року, коли він разом з київським «Динамо» виграв Суперкубок України.
19 травня «Динамо-Берестя» у фіналі Кубка Білорусі з рахунком 3:2 переграло борисовський БАТЕ та вдруге поспіль здобуло почесний національний трофей. Артем Мілевський зрівняв рахунок на 34-й хвилині матчу та переламав хід гри, що складалася до його команди не надто вдало.
19 липня 2018 року несподівано з'явилася інформація щодо розірвання клубом контракту з Артемом Мілевським та капітаном «Динамо-Берестя» Олексієм Гавриловичем. Прес-секретар клубу підтвердила факт припинення співпраці, однак не назвала причин такого кроку, що призвело до появи численних чуток про чергові порушення дисципліни з боку Артема. Втім, найімовірнішою причиною стало непорозуміння досвідчених футболістів з молодим наставником «Динамо» Олексієм Шпилевським, про що у своїх інтерв'ю зазначали і агент Мілевського Олександр Панков, і екс-партнер Артема Олександр Алієв, і зрештою сам Шпилевський.

## «Кішварда»
30 серпня 2018 року став гравцем угорського клубу «Кішварда».

## «Динамо-Берестя»
На початку січня 2019 року нападник підписав угоду з білоруським клубом до кінця 2020 року.
6 липня 2020 року стало відомо, що Мілевський заразився коронавірусом.

## «Минай»
У 2021 році гравець перейшов до ужгородського «Миная». За клуб зіграв 10 матчів в УПЛ, 23 вересня 2021 року оголосивши про завершення кар'єри гравця.

## Характеристика гри
Типовий нападник другого плану. Комфортніше почуває себе на полі, граючи з глибини. Відмінно прикриває м'яч корпусом, часто змушуючи суперників фолити на собі. Іноді аж занадто захоплюється зароблянням штрафних ударів, падаючи від наймешного дотику, через що неодноразово отримував жовті картки за симуляцію. Чудово відчуває гру, може віддати філігранну передачу, що зажене у глухий кут захист супротивника. Не цурається на полі складних технічних елементів, таких як передачі п'ятою тощо. Часто доволі успішно допомагає захисту, може своєчасно та чисто виконати підкат, що не характерно для середньостатистичного нападника. Дриблінг демонструє не часто, проте доволі ефективно. Головними недоліками Артема є низькі швидкісні дані та невпевнена, як для футболіста такого зросту, гра головою. Не відзначається Мілевський і потужним ударом — більшість своїх голів забиває з близької відстані. Досить часто затягує з ударом або взагалі не наважується на нього, шукаючи передачею партнера. Фізичних кондицій Артема не завжди вистачає на те, щоб провести увесь матч на одному рівні — під кінець гри він зазвичай діє вже не так гостро та ефективно. Проте чи не найголовнішою проблемою Мілевського як футболіста є періодична відсутність мотивації.

## Титули та досягнення

### Клубні трофеї
- Чемпіонат України:
  -  Чемпіон України (4): 2002/03, 2003/04, 2006/07, 2008/09
  -  Віце-чемпіон України (6): 2004/05, 2005/06, 2007/08, 2009/10, 2010/11, 2011/12
- Кубок України:
  -  Володар Кубка України (4): 2002/03, 2004/05, 2005/06, 2006/07
  -  Фіналіст Кубка України (2): 2007/08, 2010/11
- Суперкубок України:
  -  Володар Суперкубка України (3): 2006, 2009, 2011
- Чемпіонат України (перша ліга):
  -  Бронзовий призер чемпіонату першої ліги (1): 2002/03
- Чемпіонат Білорусі:
  -  Чемпіон Білорусі (1): 2019
- Кубок Білорусі:
  -  Володар Кубка Білорусі (1): 2017/18
- Суперкубок Білорусі:
  -  Володар Суперкубка Білорусі (3): 2018, 2019, 2020
- Неофіційні турніри:
  -  Переможець турніру пам'яті Валерія Лобановського (2): 2003, 2004
  -  Переможець Кубка «Першого каналу» (1): 2008

### Здобутки у збірній
- Національна збірна України:
  - Чвертьфіналіст Чемпіонату світу (1): 2006
- Молодіжна збірна України:
  -  Срібний призер молодіжного Чемпіонату Європи (1): 2006

### Індивідуальні досягнення
- Майстер спорту України міжнародного класу (2005)[47]
- Увійшов до символічної збірної молодіжного Чемпіонату Європи (2006)[48]
- Український футболіст року (2): 2008, 2009
- Футболіст року в чемпіонаті України (1): 2009
- Найкращий асистент української Прем'єр Ліги (1): 2008/2009[49]
- Найкращий бомбардир української Прем'єр Ліги (1): 2009/2010[50]
- У списках «33 найкращих футболістів України» (6): № 1 (2008, 2009), № 2 (2006, 2010, 2011), № 3 (2005)

## Нагороди
- Кавалер Ордена «За мужність» ІІІ ступеня (2006)[51]

## Статистика

### Клубна
Дані актуальні станом на 15 грудня 2012 року
| Сезон     | Клуб              | Ліга         | Чемпіонат | Чемпіонат | Кубок | Кубок | Єврокубки | Єврокубки | Суперкубок | Суперкубок |
| Сезон     | Клуб              | Ліга         | Матчі     | Голи      | Матчі | Голи  | Матчі     | Голи      | Матчі      | Голи       |
| --------- | ----------------- | ------------ | --------- | --------- | ----- | ----- | --------- | --------- | ---------- | ---------- |
| 2001—2002 | «Борисфен-2»      | Друга ліга   | 9         | 3         | 0     | 0     | 0         | 0         | 0          | 0          |
| 2002—2003 | «Динамо» (Київ)   | Вища ліга    | 6         | 1         | 4     | 1     | 0         | 0         | 0          | 0          |
| 2002—2003 | «Динамо-2» (Київ) | Перша ліга   | 25        | 11        | 0     | 0     | 0         | 0         | 0          | 0          |
| 2002—2003 | «Динамо-3» (Київ) | Друга ліга   | 1         | 0         | 0     | 0     | 0         | 0         | 0          | 0          |
| 2003—2004 | «Динамо» (Київ)   | Вища ліга    | 8         | 1         | 3     | 1     | 1         | 0         | 0          | 0          |
| 2003—2004 | «Динамо-2» (Київ) | Перша ліга   | 12        | 2         | 0     | 0     | 0         | 0         | 0          | 0          |
| 2004—2005 | «Динамо» (Київ)   | Вища ліга    | 8         | 0         | 3     | 1     | 0         | 0         | 0          | 0          |
| 2004—2005 | «Динамо-2» (Київ) | Перша ліга   | 17        | 5         | 0     | 0     | 0         | 0         | 0          | 0          |
| 2005—2006 | «Динамо» (Київ)   | Вища ліга    | 16        | 3         | 6     | 3     | 0         | 0         | 0          | 0          |
| 2006—2007 | «Динамо» (Київ)   | Вища ліга    | 14        | 5         | 4     | 1     | 6         | 1         | 1          | 1          |
| 2007—2008 | «Динамо» (Київ)   | Вища ліга    | 21        | 5         | 7     | 0     | 4         | 0         | 0          | 0          |
| 2008—2009 | «Динамо» (Київ)   | Прем'єр-ліга | 24        | 10        | 2     | 0     | 15        | 7         | 1          | 1          |
| 2009—2010 | «Динамо» (Київ)   | Прем'єр-ліга | 27        | 17        | 3     | 1     | 6         | 1         | 1          | 0          |
| 2010—2011 | «Динамо» (Київ)   | Прем'єр-ліга | 26        | 9         | 3     | 2     | 14        | 6         | 0          | 0          |
| 2011—2012 | «Динамо» (Київ)   | Прем'єр-ліга | 18        | 6         | 2     | 1     | 8         | 1         | 1          | 1          |
| 2012—2013 | «Динамо» (Київ)   | Прем'єр-ліга | 10        | 0         | 1     | 0     | 4         | 0         | 0          | 0          |

### Виступи за збірну
Дані актуальні станом на 15 грудня 2012 року
| 01. | 15.10.2001 | Україна  | ЦСКА, Київ                   | Україна (U17) — Швейцарія (U17) | 3-0 | Товариський матч | 90'      |  |  |
| 02. | 17.10.2001 | Україна  | ЦСКА, Київ                   | Україна (U17) — Швейцарія (U17) | 0-1 | Товариський матч |          |  |  |
| 03. | 05.02.2002 | Україна  | НТБ «Динамо», Віта-Литовська | Україна (U17) — Молдова (U17)   | 5-0 | Товариський матч | 37', 67' |  |  |
| 04. | 07.09.2002 | Угорщина |                              | Угорщина (U17) — Україна (U17)  | 1-2 | Товариський матч |          |  |  |
| 05. | 09.09.2002 | Угорщина |                              | Угорщина (U17) — Україна (U17)  | 0-3 | Товариський матч | ?'       |  |  |

| 01. | 11.02.2003 | Туреччина          | «Ататюрк», Ізмір               | Туреччина (U21) — Україна (U21)  | 4-2 | Товариський матч         |            | 41' |  |
| 02. | 02.04.2003 | Україна            | ЦСКА, Київ                     | Україна (U21) — Латвія (U21)     | 2-0 | Товариський матч         |            |     |  |
| 03. | 30.04.2003 | Данія              | «Індратспарк», Хельсінгьор     | Данія (U21) — Україна (U21)      | 1-2 | Товариський матч         |            | 56' |  |
| 04. | 20.08.2003 | Україна            | «Локомотив», Донецьк           | Україна (U21) — Румунія (U21)    | 2-1 | Товариський матч         |            |     |  |
| 05. | 11.10.2003 | Україна            | «Колос», Бориспіль             | Україна (U21) — Македонія (U21)  | 2-0 | Товариський матч         | 87'        |     |  |
| 06. | 03.02.2004 | Греція             | «Кесаріані», Афіни             | Греція (U21) — Україна (U21)     | 0-0 | Товариський матч         |            |     |  |
| 07. | 05.02.2004 | Греція             | «Кесаріані», Афіни             | Греція (U21) — Україна (U21)     | 1-2 | Товариський матч         |            |     |  |
| 08. | 05.02.2004 | Лівія              | Триполі                        | Лівія (U21) — Україна (U21)      | 0-0 | Товариський матч         |            | 75' |  |
| 09. | 31.03.2004 | Північна Македонія | Міський стадіон, Штіп          | Македонія (U21) — Україна (U21)  | 1-0 | Товариський матч         |            |     |  |
| 10. | 16.08.2004 | Англія             | «Ріверсайд», Мідлсбро          | Англія (U21) — Україна (U21)     | 3-1 | Товариський матч         |            |     |  |
| 11. | 03.09.2004 | Данія              | «Фарум Парк», Фарум            | Данія (U21) — Україна (U21)      | 3-2 | Відбірковий матч ЧЄ-2006 |            |     |  |
| 12. | 07.09.2004 | Казахстан          | Центральний стадіон, Алмати    | Казахстан (U21) — Україна (U21)  | 0-1 | Відбірковий матч ЧЄ-2006 |            |     |  |
| 13. | 08.10.2004 | Україна            | «Динамо», Київ                 | Україна (U21) — Греція (U21)     | 1-0 | Відбірковий матч ЧЄ-2006 |            |     |  |
| 14. | 12.10.2004 | Україна            | «Шахтар», Червоноград          | Україна (U21) — Грузія (U21)     | 6-0 | Відбірковий матч ЧЄ-2006 |            |     |  |
| 15. | 16.11.2004 | Туреччина          | «Іненю», Стамбул               | Туреччина (U21) — Україна (U21)  | 1-0 | Відбірковий матч ЧЄ-2006 |            |     |  |
| 16. | 08.02.2005 | Албанія            | «Лоро Борічі», Шкодер          | Албанія (U21) — Україна (U21)    | 1-1 | Відбірковий матч ЧЄ-2006 |            |     |  |
| 17. | 29.03.2005 | Україна            | «Динамо», Київ                 | Україна (U21) — Данія (U21)      | 0-1 | Відбірковий матч ЧЄ-2006 |            |     |  |
| 18. | 30.05.2005 | Україна            | «Колос», Бориспіль             | Україна (U21) — Сирія (U21)      | 1-0 | Товариський матч         |            |     |  |
| 19. | 03.06.2005 | Україна            | НТК ім. Баннікова, Київ        | Україна (U21) — Казахстан (U21)  | 2-1 | Відбірковий матч ЧЄ-2006 |            |     |  |
| 20. | 16.08.2005 | Сербія             | «Смедерево», Смедерево         | Сербія (U21) — Україна (U21)     | 4-1 | Товариський матч         |            | 84' |  |
| 21. | 02.09.2005 | Грузія             | ім. Бориса Пайчадзе, Тбілісі   | Грузія (U21) — Україна (U21)     | 0-3 | Відбірковий матч ЧЄ-2006 | 23', 60'   |     |  |
| 22. | 06.09.2005 | Україна            | НТК ім. Баннікова, Київ        | Україна (U21) — Туреччина (U21)  | 0-0 | Відбірковий матч ЧЄ-2006 |            |     |  |
| 23. | 07.10.2005 | Україна            | ЗАО «ЗАЗ», Запоріжжя           | Україна (U21) — Албанія (U21)    | 5-0 | Відбірковий матч ЧЄ-2006 | 46'        | 58' |  |
| 24. | 12.11.2005 | Україна            | «Іллічівець», Маріуполь        | Україна (U21) — Бельгія (U21)    | 2-3 | Відбірковий матч ЧЄ-2006 |            |     |  |
| 25. | 16.11.2005 | Бельгія            | «Дакнамстадіон», Локерен       | Бельгія (U21) — Україна (U21)    | 1-3 | Відбірковий матч ЧЄ-2006 | 90+3'      |     |  |
| 26. | 28.02.2006 | Ізраїль            | Муніципальний стадіон, Герцлія | Ізраїль (U21) — Україна (U21)    | 0-1 | Товариський матч         |            |     |  |
| 27. | 24.05.2006 | Португалія         | Муніципальний стадіон, Агеда   | Нідерланди (U21) — Україна (U21) | 1-2 | Чемпіонат Європи 2006    | 38' (пен.) |     |  |
| 28. | 26.05.2006 | Португалія         | Муніципальний стадіон, Агеда   | Італія (U21) — Україна (U21)     | 1-0 | Чемпіонат Європи 2006    |            |     |  |
| 29. | 26.05.2006 | Португалія         | Муніципальний стадіон, Агеда   | Данія (U21) — Україна (U21)      | 1-2 | Чемпіонат Європи 2006    | 84'        | 58' |  |
| 30. | 01.06.2006 | Португалія         | Муніципальний стадіон, Авейру  | Сербія (U21) — Україна (U21)     | 0-0 | Чемпіонат Європи 2006    |            |     |  |
| 31. | 04.06.2006 | Португалія         | Муніципальний стадіон, Авейру  | Нідерланди (U21) — Україна (U21) | 3-0 | Чемпіонат Європи 2006    |            |     |  |

| 01. | 19.06.2006 | Німеччина | «AOL Арена», Гамбург              | Саудівська Аравія — Україна | 0-4 | Чемпіонат світу 2006     |                 |     |  |
| 02. | 23.06.2006 | Німеччина | Олімпійський стадіон, Берлін      | Туніс — Україна             | 0-1 | Чемпіонат світу 2006     |                 |     |  |
| 03. | 26.06.2006 | Німеччина | «Рейн Енергі Штадіон», Кельн      | Швейцарія — Україна         | 0-0 | Чемпіонат світу 2006     |                 |     |  |
| 04. | 30.06.2006 | Німеччина | «AOL Арена», Гамбург              | Україна — Італія            | 0-3 | Чемпіонат світу 2006     |                 | 67' |  |
| 05. | 07.10.2006 | Італія    | Олімпійський стадіон, Рим         | Італія — Україна            | 2-0 | Відбірковий матч ЧЄ-2008 |                 |     |  |
| 06. | 11.10.2006 | Україна   | НСК «Олімпійський», Київ          | Україна — Шотландія         | 2-0 | Відбірковий матч ЧЄ-2008 |                 |     |  |
| 07. | 07.02.2007 | Ізраїль   | «Рамат-Ґан», Тель-Авів            | Ізраїль — Україна           | 1-1 | Товариський матч         |                 |     |  |
| 08. | 12.09.2007 | Україна   | НСК «Олімпійський», Київ          | Україна — Італія            | 1-2 | Відбірковий матч ЧЄ-2008 |                 |     |  |
| 09. | 17.10.2007 | Україна   | НСК «Олімпійський», Київ          | Україна — Фарерські острови | 5-0 | Відбірковий матч ЧЄ-2008 |                 |     |  |
| 10. | 17.11.2007 | Литва     | імені Стасіса та Гіренаса, Каунас | Литва — Україна             | 2-0 | Відбірковий матч ЧЄ-2008 |                 |     |  |
| 11. | 21.11.2007 | Україна   | НСК «Олімпійський», Київ          | Україна — Франція           | 2-2 | Відбірковий матч ЧЄ-2008 |                 |     |  |
| 12. | 06.02.2008 | Кіпр      | «ГСП», Нікосія                    | Кіпр — Україна              | 1-1 | Товариський матч         | 71'             |     |  |
| 13. | 26.03.2008 | Україна   | «Динамо», Київ                    | Україна — Сербія            | 2-0 | Товариський матч         |                 |     |  |
| 14. | 20.08.2008 | Україна   | «Україна», Львів                  | Україна — Польща            | 1-0 | Товариський матч         |                 |     |  |
| 15. | 06.09.2008 | Україна   | «Україна», Львів                  | Україна — Білорусь          | 1-0 | Відбірковий матч ЧС-2010 |                 |     |  |
| 16. | 19.11.2008 | Україна   | «Дніпро-Арена», Дніпропетровськ   | Україна — Норвегія          | 1-0 | Товариський матч         |                 |     |  |
| 17. | 10.02.2009 | Кіпр      | «Циріон Атлетик Центр», Лімасол   | Словенія — Україна          | 2-3 | Товариський матч         | 83' (пен.)      |     |  |
| 18. | 01.04.2009 | Англія    | «Вемблі», Лондон                  | Англія — Україна            | 2-1 | Відбірковий матч ЧС-2010 |                 |     |  |
| 19. | 06.06.2009 | Хорватія  | «Максимір», Загреб                | Хорватія — Україна          | 2-2 | Відбірковий матч ЧС-2010 |                 |     |  |
| 20. | 10.06.2009 | Україна   | «Динамо», Київ                    | Україна — Казахстан         | 2-1 | Відбірковий матч ЧС-2010 |                 |     |  |
| 21. | 12.08.2009 | Україна   | «Динамо», Київ                    | Україна — Туреччина         | 0-3 | Товариський матч         |                 |     |  |
| 22. | 05.09.2009 | Україна   | «Динамо», Київ                    | Україна — Андорра           | 5-0 | Відбірковий матч ЧС-2010 | 45', 90' (пен.) |     |  |
| 23. | 09.09.2009 | Білорусь  | «Динамо», Мінськ                  | Білорусь — Україна          | 0-0 | Відбірковий матч ЧС-2010 |                 |     |  |
| 24. | 10.10.2009 | Україна   | «Дніпро-Арена», Дніпропетровськ   | Україна — Англія            | 1-0 | Відбірковий матч ЧС-2010 |                 |     |  |
| 25. | 14.10.2009 | Андорра   | «Комуналь», Андорра-ла-Велья      | Андорра — Україна           | 0-6 | Відбірковий матч ЧС-2010 |                 |     |  |
| 26. | 14.11.2009 | Греція    | Олімпійський стадіон, Афіни       | Греція — Україна            | 0-0 | Відбірковий матч ЧС-2010 |                 |     |  |
| 27. | 18.11.2009 | Україна   | «Донбас Арена», Донецьк           | Україна — Греція            | 0-1 | Відбірковий матч ЧС-2010 |                 |     |  |
| 28. | 25.05.2010 | Україна   | «Металіст», Харків                | Україна — Литва             | 4-0 | Товариський матч         |                 |     |  |
| 29. | 29.05.2010 | Україна   | «Україна», Львів                  | Україна — Румунія           | 3-2 | Товариський матч         |                 |     |  |
| 30. | 11.08.2010 | Україна   | «Донбас Арена», Донецьк           | Україна — Нідерланди        | 1-1 | Товариський матч         |                 |     |  |
| 31. | 08.10.2010 | Україна   | «Динамо», Київ                    | Україна — Канада            | 2-2 | Товариський матч         | 59'             |     |  |
| 32. | 12.10.2010 | Англія    | «Прайд Парк», Дербі               | Україна — Бразилія          | 0-2 | Товариський матч         |                 |     |  |
| 33. | 17.11.2010 | Швейцарія | «Стад де Женев», Женева           | Швейцарія — Україна         | 2-2 | Товариський матч         |                 |     |  |
| 34. | 08.02.2011 | Кіпр      | Муніципальний стадіон, Паралімні  | Румунія — Україна           | 2-2 | Товариський матч         | 31'             | 64' |  |
| 35. | 01.06.2011 | Україна   | «Динамо», Київ                    | Україна — Узбекистан        | 2-0 | Товариський матч         |                 |     |  |
| 36. | 06.06.2011 | Україна   | «Донбас Арена», Донецьк           | Україна — Франція           | 1-4 | Товариський матч         |                 |     |  |
| 37. | 10.08.2011 | Україна   | «Металіст», Харків                | Україна — Швеція            | 0-1 | Товариський матч         |                 |     |  |
| 38. | 06.09.2011 | Чехія     | «Дженералі Арена», Прага          | Чехія — Україна             | 4-0 | Товариський матч         |                 |     |  |
| 39. | 07.10.2011 | Україна   | «Динамо», Київ                    | Україна — Болгарія          | 3-0 | Товариський матч         |                 |     |  |
| 40. | 11.10.2011 | Естонія   | «А. Ле Кок Арена», Таллінн        | Естонія — Україна           | 0-2 | Товариський матч         |                 |     |  |
| 41. | 11.11.2011 | Україна   | НСК «Олімпійський», Київ          | Україна — Німеччина         | 3-3 | Товариський матч         |                 |     |  |
| 42. | 15.11.2011 | Україна   | «Арена Львів», Львів              | Україна — Австрія           | 2-1 | Товариський матч         | 18'             |     |  |
| 43. | 29.02.2012 | Ізраїль   | «Га-Мошава», Петах-Тіква          | Ізраїль — Україна           | 2-3 | Товариський матч         |                 |     |  |
| 44. | 28.05.2012 | Австрія   | «Куфштайн Арена», Куфштайн        | Україна — Естонія           | 4-0 | Товариський матч         | 50'             |     |  |
| 45. | 01.06.2012 | Австрія   | «Тіволі Ной», Інсбрук             | Австрія — Україна           | 3-2 | Товариський матч         |                 |     |  |
| 46. | 05.06.2012 | Німеччина | «Ауді Спортпарк», Інґольштадт     | Туреччина — Україна         | 2-0 | Товариський матч         |                 |     |  |
| 47. | 11.06.2012 | Україна   | НСК «Олімпійський», Київ          | Україна — Швеція            | 2-1 | Чемпіонат Європи 2012    |                 |     |  |
| 48. | 15.06.2012 | Україна   | «Донбас Арена», Донецьк           | Україна — Франція           | 0-2 | Чемпіонат Європи 2012    |                 |     |  |
| 49. | 19.06.2012 | Україна   | «Донбас Арена», Донецьк           | Англія — Україна            | 1-0 | Чемпіонат Європи 2012    |                 |     |  |
| 50. | 12.10.2012 | Молдова   | «Зімбру», Кишинів                 | Молдова — Україна           | 0-0 | Відбірковий матч ЧС-2014 |                 |     |  |

## Особисте життя
- Батько — Мілевський Володимир Іванович. Значною мірою посприяв тому, що син став футболістом. У минулому сам займався футболом. Був категорично проти зміни Артемом громадянства, бажаючи бачити його у формі збірної Білорусі, однак згодом змінив свою думку[55]. Намагається відвідувати більшість домашніх матчів київського «Динамо».
- Мати — Мілевська Марія Євгенівна[56]. Супроводжує доньку Ксенію під час тенісних турнірів[55].
- Сестра — Мілевська Ксенія Володимирівна (1990), білоруська тенісистка (найвище місце в рейтингу WTA у одиночному розряді — 227 (06.04.2009), у парному — 148 (14.09.2009))[57].
- Найближчими друзями Мілевського є колишній партнер по «Динамо» та збірній Олександр Алієв, а також вихованець динамівської академії Денис Адлейба. За деякими даними Денис — власник одного з київських автосалонів, проте широкому загалу він відомий саме у ролі супутника Мілевського на різного роду вечірках та закордонних курортах[58][59]. Саме Адлейба познайомив Артема з Нурі Кухілава[60] — чоловіком співачки Анастасії Приходько та сином кримінального авторитета Антімоса Кухілава.
- Досить активно у пресі обговорювався роман футболіста з ведучою телеканалу М1 Валерією Крук, більш відомою як Cool'баба[61][62]. Вони неодноразово з'являлися разом у нічних клубах, на світських вечірках та різноманітних курортах[63]. З'явилася навіть інформація про заручини футболіста та ведучої[64]. Однак у березні 2012 року на вечірці, присвяченій Ukrainian Fashion Week Мілевського помітили з новою дівчиною[65], особу якої не було встановлено.

## Цікаві факти
- Артем Мілевський навчався у одному класі з білоруським співаком Дмитром Колдуном[66].
- Серед інших видів спорту Артем особливу увагу приділяє тенісу. Вважає швейцарського тенісиста Роджера Федерера найкращим спортсменом усіх часів[67].
- Улюблені актори Мілевського — Аль Пачіно, Роберт де Ніро та Єва Мендес.
- Серед м'ясних страв Артем надає перевагу стейку, а улюбленими напоями футболіста є газована вода та біле сухе вино.
- Мілевський — великий шанувальний усього італійського, починаючи з їжі і закінчуючи футболом. Улюбленим клубом Артема є італійська «Рома», а кумиром серед футболістів Франческо Тотті.
- Артем Мілевський боїться висоти.
- Футболіст неодноразово ставав об'єктом пародій різноманітних гумористичних колективів від команд КВК до «Студії Квартал-95»[68][69], «Великої різниці»[70] та колективів програм «Інший Футбол» на ICTV та «ПроФутбол»[71] на 2+2. Слід відзначити, що Артем з гумором ставиться до подібних мініатюр та неодноразово був помічений у залі під час різноманітних розважально-гумористичних заходів.
- Даючи інтерв'ю одному зі спортивних видань, захисник «Динамо» Аїла Юссуф, на прохання журналіста охарактеризувати кожного зі своїх партнерів, назвав Мілевського «секс-моделлю»[72].
- Артем Мілевський став автором першого гола у історії, забитого на полі стадіону «Арена Львів»[73]. Ця подія сталася на 18-й хвилині матчу між збірними України та Австрії, що відбувся 15 листопада 2011 року.

## Скандали
- Тривалий час Мілевському належало сумнівне досягнення у вигляді найкрупнішого штрафу, яким було удостоєно футболіста на теренах України («перевершити» Артема зміг лише Євген Хачеріді наприкінці 2011 року[74]). За словами самого гравця сума штрафу склала 100 тисяч доларів[75], а причиною такого жорсткого покарання став загул перед фінальним матчем Кубка України 2007/08, що відбувся 7 травня 2008 року. Однак після цього Артем все одно неодноразово піддавався критиці через порушення спортивного режиму, та був змушений систематично сплачувати дисциплінарні стягнення[76].
- У червні 2009 року в інтерв'ю «Комсомольській правді в Україні»[77] Мілевський заявив, що перестав відвідувати кінозали, відколи там почали демонструвати фільми українською мовою, та додав, що не розуміє, як можна дивитися серйозні кінострічки українською, адже на його думку — це смішно. Пізніше Артем сказав у своє виправдання, що його просто не так зрозуміли. Цитата мовою оригіналу[78]:

|  | Просто я не очень понимаю украинский язык, а изобразили, что я чуть ли не хочу расколоть Украину. Что касается слов гимна, то я их знал еще в 16 лет, когда учился в академической группе Яковенко. Так что я ничего такого не имел в виду, и пусть на меня никто не обижается. |

- Мілевський неодноразово ставав учасником дорожньо-транспортних пригод. Вперше у зведеннях ДАІ прізвище футболіста промайнуло 14 листопада 2006 року, коли він потрапив у аварію на вулиці Кіквідзе на своєму новенькому позашляховику BMW X5[79]. 26 березня 2010 року на вулиці Богдана Хмельницького у Києві його машину ззаду вдарила жінка на Mitsubishi Lancer[80]. А п'ять місяців потому Артем не зміг розминутися з BMW в районі Бессарабської площі[81]. За слова самого футболіста у цей час за кермом авто був не він[82].
- У профілі гравця на офіційному сайті «Динамо» вказано, що Артем Мілевський визнає той факт, що водійське посвідчення просто купив[83].
- У своїй статті «Ярмарок марнославства»[84] журналіст Микола Васильков звинуватив Алієва та Мілевського у тому, що під час вильоту на один з матчів збірної вони в грубій та нецензурній формі вимагали від одного з пасажирів звільнити місце, яке він, на їхню думку, не мав права займати. Крім цього Васильков поставив під питання моральні якості гравців, назвавши їх «напівфутболістами-напівалкоголіками». Стаття викликала широкий резонанс у футбольних та навколо-футбольних колах. Мілевський навіть забажав передати журналісту «декілька ласкавих слів», а Євген Селезньов виступив на захист партнерів по збірній[85].
- Гучний скандал спричинив жест Артема Мілевського після м'яча, забитого ним у Суперкубку України 2011. Вразивши ворота «Шахтаря» на 83-й хвилині, Артем підбіг до трибун, де перебували донецькі вболівальники, та показав їм опущені вниз великі пальці рук. Ці дії футболіста обурили представників «Шахтаря». Мірча Луческу зауважив, що Мілевського слід було б дискваліфікувати за подібні жести[86], а Рінат Ахметов зажадав вибачень від президента «Динамо» Ігора Суркіса[87]. Звинуватили Артем у недостойній поведінці і деякі інші футбольні функціонери, зокрема П'єрлуїджі Колліна відзначив, що дії футболіста суперечать цінностям УЄФА[88]. Врешті-решт, Ігор Суркіс сказав, що не схвалює поведінку гравця свого клубу та пообіцяв, що на Мілевський будуть накладені серйозні штрафні санкції, якщо він не вибачиться[89]. Вболівальники «Динамо» виступили з відкритим зверненням[90], у якому закликали футболіста у жодному разі не робити цього, відзначивши, що гравець вчинив, як справжній «динамівець», підтримавши своїх вболівальників в їхньому ставленні до суперника у протистояннях «Динамо» і «Шахтаря». Сам Артем тривалий час взагалі утримувався від коментування цього інциденту, однак під тиском футбольної спільноти дав інтерв'ю[91], у якому закликав донецьких фанів зрозуміти його емоції, якими він не хотів їх образити, та не думати, ніби гравці «Динамо» не поважають своїх суперників.
- 12 жовтня 2011 року о 7:20 ранку у дворі будинку на вулиці Івана Франка, де мешкав футболіст, загорівся його автомобіль Maserati Quattroporte[92]. У МНС повідомили, що загоряння виникло у моторному відсіку, проте його причину не було встановлено. Пізніше у ЗМІ з'явилася інформація про те, що жодна з СТО не взялася за ремонт автомобіля і Мілевський був змушений продавати спорткар на запчастини[93].
- 26 вересня 2012 року, на презентацію нового тренера «Динамо» Олега Блохіна, Артем Мілевський прийшов у банному халаті замість клубного спортивного костюму. Цей вчинок спричинив гучний резонанс у пресі і соціальних мережах. Сам футболіст ніяк не прокоментував інцидент[94].
- Період з кінця 2012 до середини 2013 років став примітним завдяки одному з останніх та найбільших скандалів, що були пов'язані з Мілевським. Пранкер Vovan222 зателефонував Артему та, видаючи себе за Валерія Карпіна, що очолював на той час московський «Спартак», почав запрошувати форварда «Динамо» до російського клубу. У розмові з пранкером Мілевський розкритикував наставника киян Олега Блохіна, звинувативши його у надмірній самовпевненості та самозакоханості[95]. Натомість сам Блохін, що півроку потому також піддався на провокацію пранкера, який відрекомендувався по телефону як батько Артема, зауважив, що Мілевський дозволяв собі систематичні порушення режиму, приходив на тренування із запізненням у декілька годин і в стані алкогольного сп'яніння[96].
- 13 листопада 2013 року, Артем Мілевський потрапив у дорожньо-транспортну пригоду в Туреччині. Футболіст врізався на Ferrari у відбійник. Турецькі правоохоронці повідомили про виявлення у крові потерпілого 1,31 проміле алкоголю. Мілевський у ДТП не постраждав, але вщент розбив автівку[97].

- Після початку повномасштабного вторгнення російських військ в Україну 24 лютого 2022 року в стані алкогольного сп'яніння в одному з волонтерських центрів у Києві вимагав безкоштовну їжу для себе та своїх друзів[98]. Про це повідомила модель і співачка Даша Астаф'єва, яка допомагає воїнам ЗСУ, працюючи на військовій кухні як волонтерка[99].
- 24 вересня 2024 Правоохоронні органи провели обшуки в будинку, де проживає колишній футболіст збірної України Артем Мілевський та його друг Сергій Тертьяк. Як стверджує сам Артем, що обшуки пов'язані з договірними матчами, і його підозрюють у їхній організації.[100][101]